# جو رولاند
جو رولاند (بالإنجليزية: Joe Roland)‏ هو عازف جاز أمريكي، ولد في 17 مايو 1920 في نيويورك في الولايات المتحدة، وتوفي في 12 أكتوبر 2009 في مقاطعة بالم بيتش في الولايات المتحدة.